# 天柱一
天龍座76，又名BD+81 718，HD 199095、SAO 3458、HR 8002，是天龍座的一颗恒星，视星等为5.75，位于銀經115.73，銀緯23.46，其B1900.0坐标为赤經20h 49m 50.5s，赤緯+82° 23.46′ 40″。